# Großohr-Buschratte
Die Großohr-Buschratte (Neotoma macrotis) ist ein Nagetier in der Gattung der Amerikanischen Buschratten, das im Westen Nordamerikas vorkommt.

## Merkmale
Mit einer Kopf-Rumpf-Länge von 177 bis 254 mm, einer Schwanzlänge von 158 bis 214 mm und einem Gewicht von 184 bis 358 g ist die Art ein großer Vertreter ihrer Gattung. Sie hat 32 bis 47 mm lange Hinterfüße und 31 bis 34 mm lange Ohren. Die Fellfarbe der Oberseite variiert zwischen dunkelgrau und bräunlich, während die Unterseite mit weißem Fell bedeckt ist. Der Schwanz trägt nur wenige unscheinbare Haare und seine Unterseite ist etwas heller als die Oberseite. Die Füße sind im Bereich der Knöchel braun und an den Mittelfußknochen weiß.

## Verbreitung
Das Verbreitungsgebiet der Großohr-Buschratte liegt in östlichen, zentralen und südlichen Bereichen Kaliforniens sowie im Nordwesten der Halbinsel Niederkalifornien in Mexiko. Die Art hält sich in der trockenen Vegetationszone Chaparral auf, die durch einen dichten Bewuchs aus Büschen und Bäumen gekennzeichnet ist. Sie lebt auch in Nadel- oder Mischwäldern mit dichtem Unterwuchs. In Gebirgen erreicht die Großohr-Buschratte Höhenlagen von 2550 Metern.

## Lebensweise

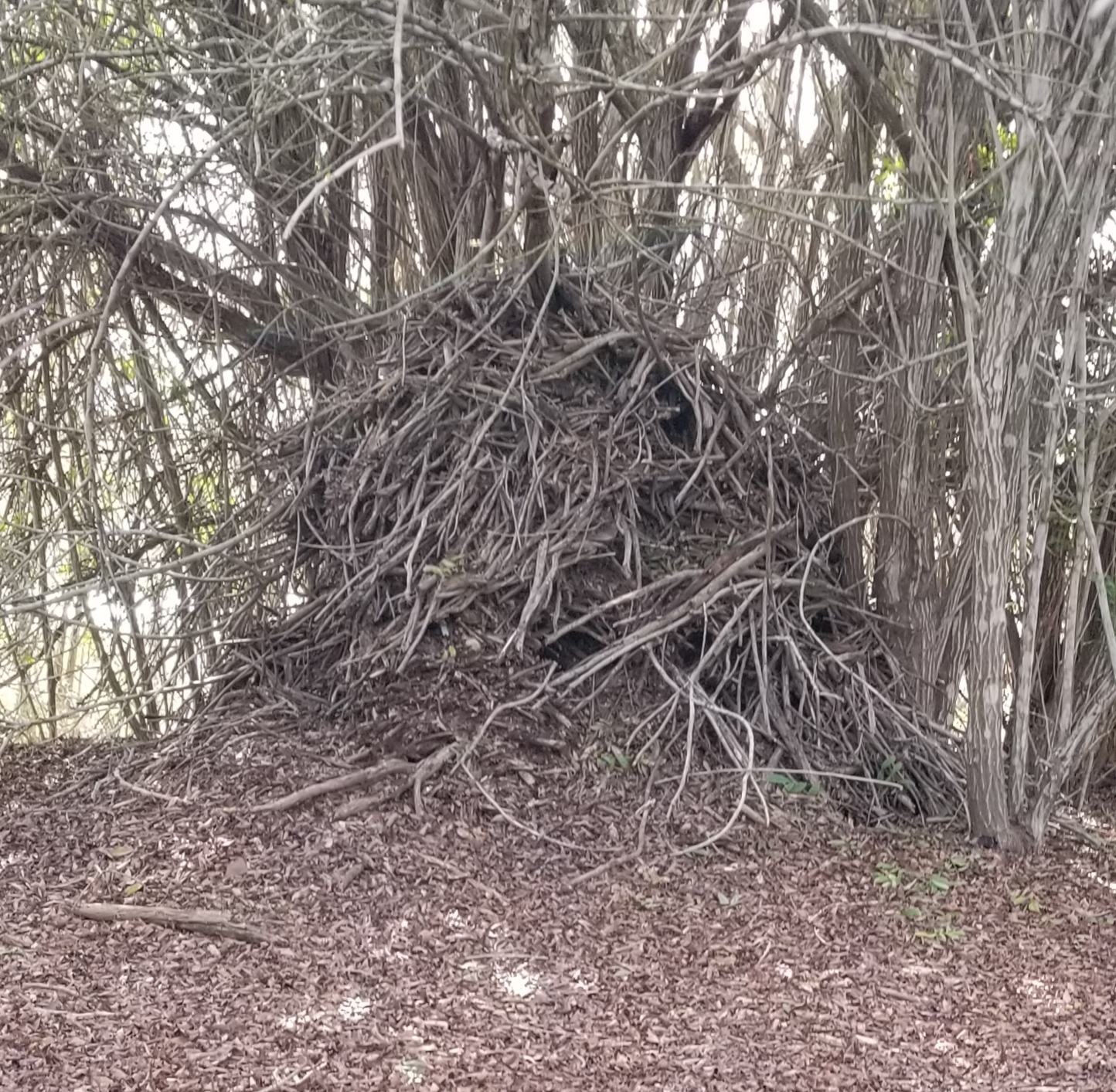
Nest einer Großohr-Buschratte

Wie andere Buschratten baut die Großohr-Buschratte größere Nester aus Zweigen, Rinde, Blättern und verschiedenen anderen Gegenständen, die sie auf ihren Streifzügen findet. Der Bau hat gewöhnlich einen Durchmesser von einem Meter und eine Höhe von einem Meter. Es wurden jedoch auch Nester dokumentiert, die bis zu vier Meter breit und hoch waren. Im Inneren befinden mehrere Wohn- und Vorratskammern. Meist wird das Nest von einem Exemplar oder von einem Weibchen mit ihren Nachkommen bewohnt.
Die Großohr-Buschratte sucht nachts nach Nahrung. In sehr hellen oder regnerischen Nächten bleibt sie jedoch häufig in ihrem Bau. Die Nahrung besteht aus verschiedenen Pflanzenteilen wie Blättern, Blumen, Gras und Beeren. Die unterirdischen Teile von Pilzen werden im Frühling bevorzugt. Diese Buschratte kann ihren Flüssigkeitsbedarf über die Nahrung decken. Ist offenes Wasser vorhanden, trinkt sie gern.
Meist kommt bei Weibchen ein Wurf zwischen Dezember und September vor. Dabei werden die meisten Jungtiere im Frühjahr geboren. Pro Wurf kommen bis zu vier Nachkommen zur Welt.

## Bedrohung
Brände und Rodungen zur Anlage von Weideflächen können sich negativ auf den Bestand auswirken. Die Gesamtpopulation der Großohr-Buschratte wird als groß eingeschätzt. Die IUCN listet die Art als „nicht gefährdet“ (least concern).